# FC Goa
Der Football Clube Goa ist ein indisches Fußball-Franchise aus dem indischen Bundesstaat Goa.
Der FC Goa wurde für die im Jahr 2014 erstmals stattfindende Indian Super League gegründet. Seine Heimspiele trägt der Verein im Fatorda-Stadion in Goa aus. Erster Trainer der Mannschaft ist der ehemalige brasilianische Nationalspieler Zico.

## Geschichte

### Gründung
Anfang 2014 gab die All India Football Federation bekannt in Zusammenarbeit mit den Unternehmen IMG und Reliance Industries eine neue Fußballliga zu gründen. Dafür suchten sie Investoren für Fußballfranchises in acht verschiedenen Städten in Indien. Am 13. April 2014 wurde bekannt, dass Venugopal Dhoot, ein indischer Geschäftsmann und Milliardär, in Zusammenarbeit mit Dattaraj Salgaocar und Shrinivas Dempo, den Zuschlag zur Gründung einer Fußballmannschaft aus Goa bekommen hat. Am 23. September 2014 wurde mit dem Cricket Spieler Virat Kohli ein weiterer Teilhaber gewonnen. Am 20. September 2014 wurde der ehemalige französische Nationalspieler Robert Pires als Marquee Spieler verpflichtet.

### Erste Saison
Der FC Goa verlor am 15. Oktober 2014 sein erstes Spiel in der Indian Super League mit 1:2 gegen Chennaiyin FC. Das erste Tor in der Geschichte des FC Goa erzielte der Nationalspieler von Martinique Grégory Arnolin.

### Kooperation mit RB Leipzig
2020 ist der FC Goa eine Kooperation mit dem deutschen Bundesligisten RB Leipzig eingegangen. Diese sollte zunächst bis zum 30. Juni 2023 laufen. Ein Schwerpunkt bildet die Ausbildung und Entwicklung von Nachwuchsspielern in Indien. Weiterhin will Leipzig den indischen Verein bei der Trainerausbildung und beim Austausch von Know-how unterstützen.

## Stadion
- Fatorda-Stadion; Margao, Goa

Das Stadion fasst 24.500 Zuschauer und gehört der Sports Authority of Goa, welche der bundesstaatlichen Verwaltung unterstellt ist.
Als Trainingsplatz wird das Tilak Maidan Stadium in Vasco da Gama genutzt.

## Eigentümer
Venugopal Dhoot ist Vorsitzender des Unternehmens Videocon. Dieses Unternehmen ist hauptsächlich aktiv auf den Gebieten Unterhaltungselektronik und Haushaltsgeräte. Laut dem Magazin Forbes besitzt Dhoot ein Vermögen von 1,7 Milliarden US-Dollar.
Der indische Cricketspieler Virat Kohli ist ebenfalls Mitbesitzer des Franchises. Er wurde 2012 mit dem ICC ODI Player of the Year Award ausgezeichnet und gilt laut dem britischen Magazin SportsPro als zweitwertvollster Spieler der Welt.
Weitere Eigentümer sind Shrinivas Dempo, Vorsitzender der Dempo Mining Corporation Limited, und Dattaraj Salgaocar, Eigentümer V.M.Salgaocar Group of Companies. Ihnen beiden gehören auch die I-League Mannschaften Dempo SC und Salgaocar FC.

## Medien
Der FC Goa hat als einzige Mannschaft in der ISL einen eigenen TV-Sender. FC Goa TV wird über den Sender Videocon d2h ausgestrahlt.

## Sponsoring
Haupt- und Trikotsponsor ist der Fernsehsender Videocon d2h. Ausrüster ist Adidas.